# Îles Heiberg
Ne pas confondre avec l'île Axel Heiberg, nommée d'après la même personne
Les îles Heiberg sont quatre petites îles couvertes par la toundra, situées dans le détroit de Vilkitski (mer de Kara), entre la côte sibérienne et l'archipel de la terre du Nord, à environ 35 à 45 kilomètres du continent. 
Elles ont été baptisées par l'explorateur norvégien Fridtjof Nansen, d'après Axel Heiberg, directeur financier de la brasserie Ringnes, principal financeur de l'expédition Fram dans l'Arctique à la fin du XIXe siècle. 
Une station météorologique soviétique, aujourd'hui abandonnée, y fut installée en 1940.